# Карл, Бенджамин
Бенджамин Мартин Карл (нем. Benjamin Martin Karl; род. 16 октября 1985 года, Санкт-Пёльтен, Австрия) — австрийский сноубордист, выступающий в параллельных видах. Олимпийский чемпион 2022 года, пятикратный чемпион мира, двукратный призёр Олимпийских игр, многократный обладатель Кубка мира.

## Биография
Карл начал свою карьеру сноубордиста в 1995 году и почти сразу получил тяжелейшую травму, едва не поставившую крест на всех его спортивных начинаниях. Карл сломал три грудных позвонка и провел более месяца в постели без движения, однако, он настолько любил сноуборд, что нашёл в себе силы вернуться и приступить к соревнованиям.
Как сноубордист-профессионал Бенджамин Карл состоялся в Университет Шладминга. В 2004 году он занял 3-е место на чемпионате мира среди юниоров в параллельном гигантском слаломе, а через год выиграл эти соревнования.

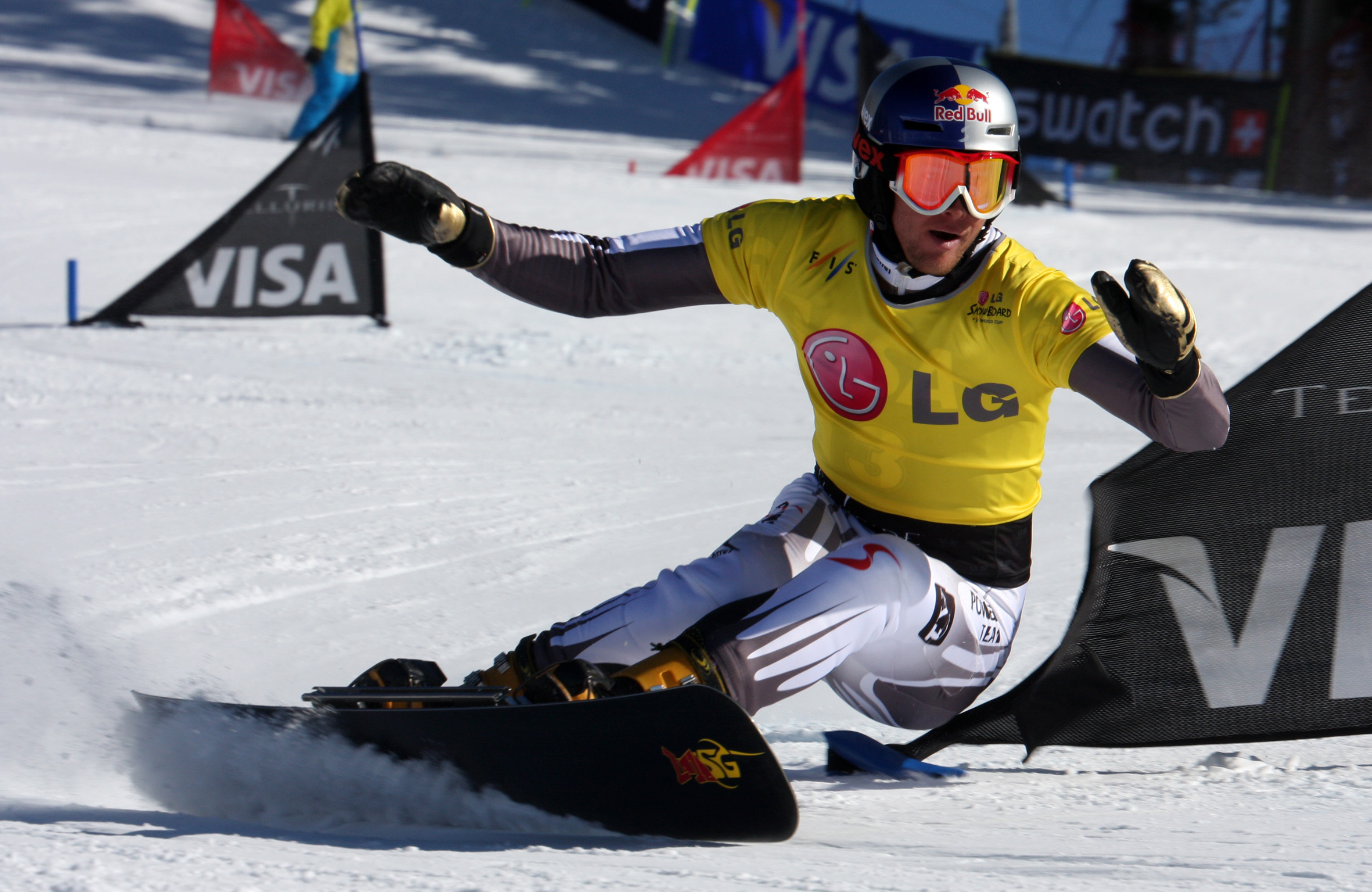
2009 год

На чемпионате мира среди взрослых в 2009 году Бенджамин Карл выиграл параллельный слалом и стал четвёртым в параллельном слаломе.
На этапах Кубка мира на счету Карла 42 подиума, в том числе 18 побед в 2008—2020 годах. В сезоне 2007/08 Карл выиграл общий зачет Кубка мира и зачёт параллельных дисциплин.
На Олимпиаде 2010 года в Ванкувере Карл выиграл серебряную медаль в параллельном гигантском слаломе, причем это был его первый олимпийский старт в карьере.
На чемпионате мира 2011 года в испанской Ла-Молине Карл стал абсолютным чемпионом мира в параллельных дисциплинах, выиграв параллельный слалом и параллельный гигантский слалом. Кроме того, в сезоне 2010/11 Карл так же стал обладателем Кубка мира в параллельных дисциплинах.
На Олимпийских играх 2022 года в Пекине 8 февраля завоевал золото в параллельном гигантском слаломе.
Кавалер рыцарского золотого креста I степени почётного знака «За заслуги перед Австрийской Республикой» (2008).

## Результаты на крупнейших соревнованиях

### Зимние Олимпийские игры
| Олимпийские игры | Параллельный слалом | Параллельный гигантский слалом |
| ---------------- | ------------------- | ------------------------------ |
| 2010 Ванкувер    | н/д                 | 2                              |
| 2014 Coчи        | 3                   | 10                             |
| 2018 Пхёнчхан    | н/д                 | 5                              |
| 2022 Пекин       | н/д                 | 1                              |

### Чемпионаты мира
| Чемпионат мира     | Параллельный слалом | Параллельный гигантский слалом |
| ------------------ | ------------------- | ------------------------------ |
| 2009 Канвондо      | 1                   | 4                              |
| 2011 Ла-Молина     | 1                   | 1                              |
| 2013 Стоунхэм      | 6                   | 1                              |
| 2015 Крайшберг     | 10                  | 3                              |
| 2017 Сьерра-Невада | 2                   | 2                              |
| 2019 Парк-Сити     | 11                  | DSQ                            |
| 2021 Рогла         | 1                   | 26                             |
| 2023 Бакуриани     |                     | 4                              |